# بين ستون
بين ستون (بالإنجليزية: Ben Stone)‏ هو سياسي أمريكي، ولد في 18 يناير 1935 في غولفبورت في الولايات المتحدة. انتخب عضو مجلس ولاية مسيسيبي.